# Чандра Мохан Раджніш
Ошо (Чандра Мохан Раджніш) (гінді चन्द्र मोहन रजनीश; 11 грудня 1931 — 19 січня 1990) — просвітлений майстер з Індії, індійська боголюдина, професор філософії, з початку 1970-х років відоміший як Бхагван Шрі Раджніш (гінді भगवान श्री रजनीश) і пізніше, у 1989 році Раджніш прийняв буддійське ім'я Ошо.
У 1953 році, у віці 21 року у Раджніша відбулося інтенсивне духовне пробудження, яке вселило в нього переконання, що індивідуальний релігійний досвід є центральним фактом духовного життя і що такий досвід не може бути організований в якусь єдину систему переконань. Ошо наголошував на усвідомленні власних дій людиною, медитаціях, любові, святкуванні, творчості та гуморі, у протилежність статичним віруванням та релігіям. Проповідував власне вчення, що декларувало своєю метою вільне та щасливе життя людини, боротьбу із забобонами, помилковими цінностями суспільства, бюрократичною державою, бюрократизованою церковною вірою (клерикалізмом), бездуховністю сімейного укладу і т. д. Розробив безліч нових систем медитації, пов'язаних з музикою, рухом, подихом.
Вийшло понад 1,5 мільйони його книг більш як на 40 мовах. Ці книги є записами тих бесід, які Бхагаван Шрі Раджніш проводив з учнями протягом 25 років. Його книги увійшли до списків бестселерів в Італії та Південній Кореї. Засновник системи ашрамів в багатьох країнах. Під час перебування в США заснував місто Раджнішпурам, яке за територією було подібно у три Нью-Йорки.
Критика соціалізму, Махатми Ганді і християнства зробила Ошо ще за життя суперечливою фігурою. Раджніш став відомим завдяки своєму прогресивному підходу до сексуальності, який контрастував із відмовою від сексу, яку пропагували багато інших індійських вчителів.

## Біографія
Ошо народився 11 грудня 1931 року в Кучваді (Центральна Індія). Дитинство провів в будинку діда, який дав дитині ім'я Раджа. Батько і мати взяли його до себе лише після смерті бабусі і дідуся. Перед школою йому дали ім'я — Раджніш Чандра Мохан.
З раннього віку він цікавився духовним розвитком, вивчав своє тіло і його можливості, експериментував з різними способами медитації. Він не слідував жодним традиціям і не шукав вчителів. Основою його духовного пошуку був експеримент. Він пильно вдивлявся в життя, особливо в його критичних, екстремальних аспектах. Він не вірив жодним теоріям і правилам і завжди бунтарськи виступав проти забобонів і пороків суспільства.
21 березня 1953 Ошо був 21 рік. Цього дня з ним сталося просвітлення. Це було подібно до вибуху. «У ту ніч я помер і я відродився. Але людина, яка відродилася, не має нічого спільного з тим, який помер. Це не безперервна річ. Людина, яка померла, померла тотально; нічого від нього не залишилося. немає навіть тіні. Его померло тотально, повністю. Того дня 21 березня, особа, яка жила багато-багато життів, тисячоліття, просто померла. Інша істота, абсолютно нова, зовсім не пов'язана із старою, почала існувати. Я став вільним від минулого, я був вирваний зі своєї історії, я втратив автобіографію».
Після цього зовнішнє життя Ошо не змінилося. Він продовжував навчання в Джабалпурському коледжі на філософському відділенні.
У 1957 році він закінчив Саугарський університет, отримавши диплом з відзнакою, золоту медаль і ступінь магістра філософських наук. Два роки опісля він став викладачем філософії у Джабалпурському університеті. Під час своєї дев'ятирічної кар'єри Ошо подорожував всією Індією, часто знаходячись в дорозі по п'ятнадцять днів на місяць. Пристрасний і майстерний полеміст, він постійно кидав виклик ортодоксальним релігійним діячам.
У 1966 році Ошо залишив університетську кафедру і повністю присвятив себе поширенню мистецтва медитації і свого бачення нової людини — Зорби-Будди, людини, яка синтезує найкращі риси Сходу і Заходу, людини, здатної радіти повнокровному фізичному життю і здатної одночасно мовчазно сидіти в медитації, досягаючи вершин свідомості.
У 1968 році Ошо оселився в Бомбеї і незабаром до нього стали приїжджати перші західні шукачі духовних істин. Відкрив нові техніки медитації, призначені саме для сучасної людини. Їх прийнято називати «динамічними медитаціями», вони засновані на використанні музики і руху. Ошо звів разом елементи йоги, суфізму і традицій Тибету, що дозволило використовувати принцип трансформації енергії за рахунок пробудження активності і подальшого спокійного спостереження.
Вперше Багван показав свою динамічну медитацію у квітні 1970 року в медитативному таборі під Бомбеєм. Індійські журналісти були уражені, спостерігаючи учасників, які волали, кричали і зривали з себе одяг, — вся сцена носила фаталістичний характер і була дуже інтенсивною. Але наскільки сильною була напруга в першій, інтенсивній стадії, так само глибоким було розслаблення в другій частині, що приводить до повного спокою, недосяжного в звичайному житті.
Ошо пояснював:

"Протягом десяти років я безперервно працював з методами Лао-Цзи, тобто я безперервно вивчав безпосереднє розслаблення. Це було дуже просто для мене тому я вирішив, що це буде просто для будь-якого. Потім, раз від разу, я став розуміти, що це неможливо. Я, звичайно, говорив «розслабтеся» тим, кого я виучував. Вони розуміли значення цього слова, але не могли розслабитися. Тоді я вирішив придумати нові методи медитації, які спочатку створюють напругу — ще більшу напругу. Вони створюють таку напругу, що ви стаєте просто божевільним. А потім я говорю «розслабтеся».

У 1974 році Ошо переїжджає до Пуни, де разом зі своїми учнями — відкриває ашрам у парку Корегаон. Протягом подальших семи років туди приїжджають сотні тисяч шукачів зі всього світу, аби випробувати нові медитації Ошо, послухати його бесіди. У своїх бесідах Ошо розглядає багато аспектів людської свідомості, існуючих релігій і систем духовного розвитку: Будда і вчителі буддистів, суфійські майстри, єврейські містики, індійська класична філософія, християнство, йога, тантра, дзен.
Зі своїми учнями Ошо зустрічався щодня, за винятком періодів, коли він був нездоровий.
1981 рік. Протягом багатьох років Ошо страждав від діабету і астми. Навесні його стан погіршав і він занурився в період мовчання. За рекомендаціями лікарів у червні цього року його відвезли на лікування в США. Американські учні Ошо купили ранчо площею в 64 тис. акрів в Центральному Орегоні і заснували Раджнішпурам. У серпні Ошо приїхав туди. За чотири роки, коли Ошо жив там, Раджнішпурам став найзухвалішим експериментом зі створення транснаціональної духовної комуни. Кожне літо на влаштований там фестиваль приїжджало до п'ятнадцяти тисяч чоловік з Європи, Азії, Південної Америки і Австралії. У результаті комуна стала квітучим містом з населенням у п'ять тисяч чоловік.

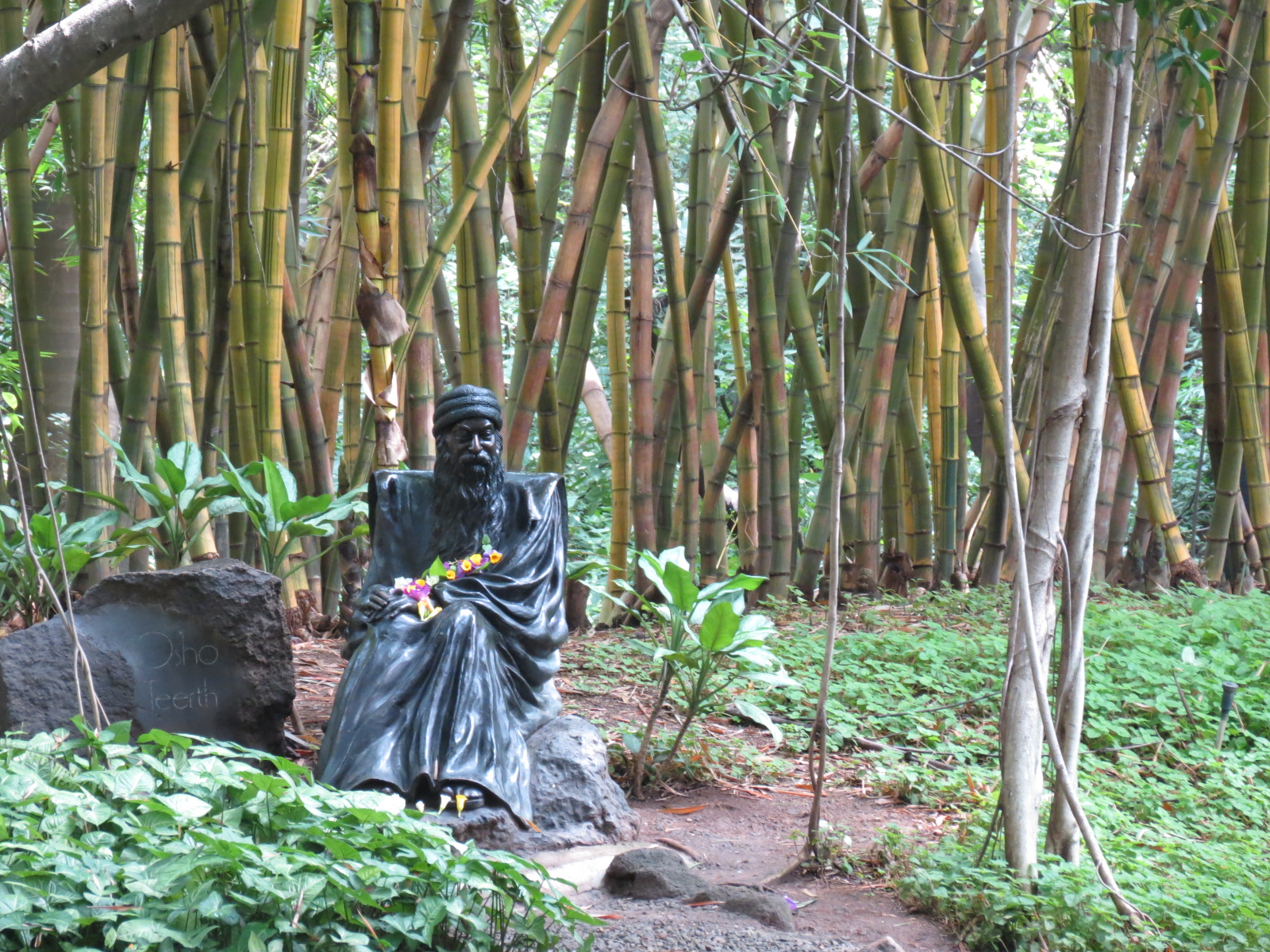
Пам'ятник Ошо в парку Корегаон, Пуне

1984 рік. Так само раптово, як він припинив говорити, в жовтні Ошо заговорив знову. З самого початку експерименту із заснування комуни федеральна і місцева влада намагалася знищити її у будь-який спосіб. Згодом документи підтвердили, що в цих спробах брав участь Білий Дім.
Рух Раджніша зіткнувся з конфліктом із жителями округу та урядом штату, і низка судових баталій щодо будівництва Раджнішпурама та подальшого розвитку ашраму перешкодила його успіху. У 1985 році Раджніш публічно звернувся до місцевої влади з проханням провести розслідування щодо його особистого секретаря Ма Ананд Шіли та її близьких прихильників за низку злочинів, включаючи масову атаку харчовим отруєнням у 1984 році з метою вплинути на вибори в окрузі, невдалу змову щодо вбивства американського прокурора Чарльза Х. Тернера, спроба вбивства особистого лікаря Раджніша та підслуховування його власного лікаря житлові приміщення. Пізніше влада засудила кількох членів ашраму, включаючи Шилу.
У жовтні 1985 року американський уряд звинуватив Ошо в порушенні імміграційного законодавства і без жодного попередження взяв під варту. У наручниках його протримали 12 днів в ув'язненні, відмовивши у поручительстві. У в'язниці його фізичний стан погіршується. Згідно з подальшим медичним оглядом, в Оклахомі він отримав небезпечну для життя дозу радіації, а також був отруєний талієм. Коли у Портлендській в'язниці, де знаходився Ошо, була виявлена бомба, він був єдиний, кого не евакуювали. Турбуючись за життя Ошо, його адвокати погодилися визнати порушення закону про імміграцію, і Ошо покинув Америку 14 листопада. Комуна розпалася. Уряд США не задовольнився порушенням власної конституції. Коли Ошо, згодившись на запрошення своїх учнів, вирушив у подорож до інших країн, США, використовуючи свій вплив у світі, намагалися вплинути на інші держави з метою завадити роботі Ошо, незалежно від його місця прибуття. У результаті цієї політики 21 країна вирішила заборонити в'їзд Ошо і його співробітникам на свою територію.
У липні 1986 року Ошо повернувся до Бомбея і його учні знову стали збиратися довкола нього.
У січні 1987 року, оскільки число людей, що приїжджають до нього, швидко зростало він повернувся в Пуну, де на той час утворилася Міжнародна комуна Ошо. Знов почалися щоденні прекрасні бесіди, медитації, свята.
За рік до своєї смерті, у січні 1989 року, він оголосив, що відкидає префікс «Бхагван Шрі», тому що для багатьох це означає «Бог». Його учні — саньясіни — вирішили назвати його просто «Ошо». Це ім'я вперше з'явилось в стародавній Японії. Так звертались учні до своїх духовних вчителів. «О» означає «з великою повагою, любов'ю та вдячністю», а також «синхронність і гармонія». «Шо» означає «розширення свідомості у багатьох вимірюваннях» та «існування, що виливається із всіх напрямків».

## Вчення Ошо
Ошо закликав бути усвідомленими в роздумах про справжню природу людини і методи поводження до неї. «Я не прийшов вчити вас, я прийшов розбудити вас». Ошо не писав книг, а викладав свої думки під час бесід, висловлюючись на теми запропоновані учасниками.
Ошо вчив, що кожна людська істота є потенційним Буддою, з можливістю просвітлення. Згідно з ним, кожен може відчувати безумовну любов, та самостійно жити, а не просто реагувати на зовнішні подразники, але Его людини заважає їй насолоджуватися життям.
Висловлювання Ошо змінювалися з часом, він активно жартував та використовував парадокси, щоб підкреслити важливість мислення власним розумом, на противагу сліпому слідуванню словам вчителів і гуру. Не дивно, що за такої — контекстної — подачі частина матеріалу усілякий раз виявлялася оформленою по-новому, а в деяких бесідах можна виявити значну відмінність від ствердженого раніше — наприклад, одній людині Ошо міг сказати: «Світ статичний», а іншому — «Світ постійно змінюється!». Таким чином він намагався привести людину в «точку рівноваги», щоб людина не дивилася однобоко, щоб завжди знаходилася у пошуку. Багатьох людей ставлять у глухий кут протиріччя в бесідах Ошо. Ось що говорить він з цього приводу: "Мої друзі дивуються: " Учора ти говорив одне, а сьогодні — інше. Чого ж нам слухатися? «Я можу зрозуміти їхнє здивування. Вони вхопилися тільки за слова. Розмови не представляють для мене ніякої цінності, тільки порожнечі між вимовленими мною словами — ось що цінне. Вчора я відчинив двері до моєї порожнечі за допомогою одних слів, сьогодні я відкриваю їх, вдаючись до інших слів. Та порожнеча, яка проявляється між словами, — ось що для мене важливо. Двері можуть бути дерев'яними, золотими, срібними, може, їх клечали візерунками з листя і квітів. Будуть вони простими або орнаментованими — все це не має значення. Лише відкриті двері, то пустий простір має значення. Для мене слова — лише інструмент, що допомагає відкрити порожнечу».
Ошо про Радість
Спів, танець — це, безсумнівно, мова радості, але можна вивчити мову, не дізнавшись радості. Цим і займається все людство: люди вчаться тільки жестів, порожніх жестів.
«У чому причина твоєї радості, Учителю?» Це питання Ошо роз'яснює так: «У радості немає причини, у радості не може бути причини. Якщо у радості є причина, це взагалі не радість; радість може бути тільки безпричинна, необумовлена. Є причина у хвороби, але у здоров'я? Здоров'я природне. Запитайте лікаря: „Чому я здоровий?“ — Він не відповість. Він може відповісти на питання: „Чому я хворий?“ — Бо у хвороби є причина. Він може діагностувати цю причину, визначити, чому ви хворі, але ніхто не може знайти причину, по якій людина здорова. Здоров'я природне, здоров'я — це те, як має бути. Хвороба — це те, як не повинно бути. Хвороба означає, що щось не так. Коли все гаразд, людина здорова. Коли все працює в порядку, людина здорова, тут немає жодної причини.
Ошо не залишив своїм послідовникам ніяких заповідей, а тільки декілька прохань, які, власне, й розкривають зміст його вчення:
Перше з прохань: сумнівайтесь, поки не відкриєте; не вірте до тих пір, поки не пізнаєте самі; вірування — це отрута, найнебезпечніша отрута, оскільки вбиває ваш сумнів, ваші питання, як надійний ваш інструмент; сумнівайтесь, постійно сумнівайтесь, поки не дійдете до пункту, коли вже більше не зможете сумніватись; ваші сумніви припиняться тільки в тому випадку, коли ви пізнаєте щось самі, оскільки тоді зникне питання про сумнів, не буде способу для сумніву.
Друге прохання: ніколи не імітуйте. Розум — це імітатор, а тому процес імітації є надто простим; бути кимось дуже важко, але стати кимось дуже легко, адже для цього потрібно лише стати лицеміром, а це не є великою проблемою; в глибині своїй залишаєтесь тими ж самими, хоч на поверхні весь час себе розфарбовуєте згідно якогось образу; насамперед зрозумійте, що відсутність імітації — один із фундаментів релігійного життя.
Третє прохання: остерігайтеся знання; будьте готові до того, щоб у будь-який момент ви могли відкласти своє знання в бік з тим, щоб воно не перешкоджало вашому баченню довкілля; знання не має стояти між вами та реальністю, в яку Ви повинні йти безмежно оголеними; якщо між вами та реальністю знаходиться багато книжок, тоді все, що ви бачите, не є реальністю, оскільки реальність, поки ви опануєте її, буде зруйнована у вас вашими ж книгами і вже не буде мати щось спільне з реальністю.
Четверте прохання: любіть, але не якогось невидимого Бога, а людські істоти, тварин, дерева, океани, гори; розгорніть крила любові так широко, як тільки можете; пам'ятайте, що любові не потрібна система віри; любов — це те щось, яке притаманне всьому, а тому вона не є нав'язаною ззовні; несіть постійно з собою любов, адже вона є часткою вашого буття але любов без будь-якої заборони, без будь-якого табу; всі релігії виступають проти любові, оскільки вона для них небезпечна, бо ж якщо людина входить в любов, то вона перестає думати про церкву, храм, мечеть, священиків.
П'яте прохання: живіть від миті до миті і в кожну мить помирайте для минулого; ніколи не думайте про минуле, оскільки з-за цього ви марнуєте сьогочасне, яке є єдиною реальною річчю у ваших руках; ніколи не думайте про майбутнє, оскільки ніхто не знає про те, що буде; існування знає тільки один час — теперішній, оскільки приходимо й відходимо ми, а воно наявне завжди.
Шосте прохання: сприймайте з великою радістю те, що ви — людина; знищіть всі ідеали, створені для засудження вас, і знищіть їх негайно, поки вони не знищили вас, адже ці ідеали вже заподіяли людству надто багато шкоди, а мільйони людей впродовж історії жили під їх вантажем з почуттям якоїсь провини; в існуванні немає ієрархії, оскільки найменша билинка має однакову цінність з найбільшою зіркою на небі і ніхто не є нижчим чи вищим, а постає як сама по собі сутність; реалізація свого потенціалу — це блаженство, адже знаходимося ще в саду Едема, а іншого саду, окрім Едемського, немає.
Сьоме прохання Ошо зорієнтоване на розкриття змісту релігій: всі релігії вчили боротися з єством, бо для них ганебне все те, що є природним. Релігії повчають, що люди повинні робити щось протиприродне.

## Рух Ошо
Після смерті Ошо в 1990 році ашрам в Індії було перейменовано в „Інститут Ошо“, а пізніше в „Міжнародний медитаційний курорт Ошо“. Він приваблює сотні тисяч відвідувачів щороку. Центри медитації Ошо залишаються активними в понад 80 країнах. Після смерті Раджніша рухом керував „Міжнародний фонд Ошо“. Рух продовжує проводити програми йоги та медитації, в тому числі для корпоративних клієнтів, таких як IBM і BMW.
Раджніш зовсім несхвально ставився до будь-яких об'єднань, в тому числі і релігійних, і неодноразово застерігав своїх послідовників від створення організацій на кшталт „наслідування“; він рекомендував, у разі своєї смерті, негайно вирушити на пошуки „живого Майстра“.
Однак це розпорядження не було виконано, і після відходу Ошо „нова саньяса“ організувала безліч Ошо-центрів у всьому світі; найвідомішим з них є „медитативний курорт“ у Пуні, Індія. У центрах проводяться групові медитації — розроблені як Раджнішем, так і його учнями.

## Переклади українською
- Ошо. Автобіографія духовно неправильного містика». — Львів: Terra Incognita, 2020. — 368 с. — ISBN 978-617-7646-33-3
- «Життя. Барви твого життя. Розмальовка для медитації і трансформації» / Перекл. Наталія Семенів. — Львів: Terra Incognita, 2018. — 88 с. — ISBN 978-617-7646-02-9
- «Любов, свобода, само-бутність. Нове бачення стосунків». — Львів: Terra Incognita, 2017. — 288 с. — ISBN 978-966-97596-4-1
- «Життя. Любов. Сміх. Свято твоєї присутності». — Львів: Terra Incognita, 2018. — 240 с. — ISBN 978-617-7646-05-0
- «Сексуальні питання. Від сексу до надсвідомості» / Перекл. Уляна Кирчів, Віталія Станкевич. — Львів: Terra Incognita, 2020. — 376 с. — ISBN 978-617-7646-32-6
- «Про Жінок. Торжество жіночого духу» / Перекл. Оксана Смерек. — Львів: Terra Incognita, 2018. — 208 с. — ISBN 978-617-7646-03-6
- «Пошук. Розкрий свою внутрішню силу. Десять биків дзену» / Перекл. Олег Жовтанецький. — Львів: Terra Incognita, 2019. — 264 с. — ISBN 978-617-764-606-7
- «Про Чоловіків. Криза мужності як шанс пізнати себе». — Львів: Terra Incognita, 2018. — 224 с. — ISBN 978-617-764-604-3